# Kanton Châteauvillain
Der Kanton Châteauvillain ist seit 1790 ein französischer Wahlkreis im Arrondissement Chaumont, im Département Haute-Marne und in der Region Grand Est; sein Hauptort ist Châteauvillain.

## Lage
Der Kanton liegt im Westen des Départements Haute-Marne.

## Geschichte
Der Kanton entstand am 15. Februar 1790. Bis 1801 trug er den Namen Kanton Châteauvilain und danach von 1801 bis 1814 den Namen Kanton Ville-sur-Aujon. Von 1801 bis 2015 gehörten 14 Gemeinden zum Kanton Châteauvillain. Mit der Neuordnung der Kantone in Frankreich stieg die Zahl der Gemeinden 2015 auf 38. Zu den bisherigen 14 Gemeinden kamen Gemeinden aus den Kantonen Arc-en-Barrois (alle 10 Gemeinden) und Juzennecourt (14 der 16 Gemeinden) hinzu.

## Gemeinden
Der Kanton besteht aus 37 Gemeinden mit insgesamt 8697 Einwohnern (Stand: 1. Januar 2022) auf einer Gesamtfläche von 852,60 km²:
| Gemeinde                  | Einwohner 1. Januar 2022 | Fläche km² | Dichte Einw./km² | Code INSEE | Postleitzahl |
| ------------------------- | ------------------------ | ---------- | ---------------- | ---------- | ------------ |
| Aizanville                | 27                       | 3,50       | 8                | 52005      | 52120        |
| Arc-en-Barrois            | 688                      | 50,44      | 14               | 52017      | 52210        |
| Aubepierre-sur-Aube       | 185                      | 43,10      | 4                | 52022      | 52210        |
| Autreville-sur-la-Renne   | 376                      | 31,57      | 12               | 52031      | 52120        |
| Blaisy                    | 67                       | 5,62       | 12               | 52053      | 52330        |
| Blessonville              | 176                      | 9,76       | 18               | 52056      | 52120        |
| Braux-le-Châtel           | 126                      | 10,62      | 12               | 52069      | 52120        |
| Bricon                    | 413                      | 9,51       | 43               | 52076      | 52120        |
| Bugnières                 | 157                      | 18,29      | 9                | 52082      | 52210        |
| Châteauvillain            | 1.512                    | 106,37     | 14               | 52114      | 52120        |
| Cirfontaines-en-Azois     | 183                      | 11,61      | 16               | 52130      | 52370        |
| Colombey les Deux Églises | 666                      | 83,84      | 8                | 52140      | 52330        |
| Coupray                   | 169                      | 12,10      | 14               | 52146      | 52210        |
| Cour-l’Évêque             | 148                      | 18,95      | 8                | 52151      | 52210        |
| Curmont                   | 12                       | 2,94       | 4                | 52157      | 52330        |
| Dancevoir                 | 197                      | 25,58      | 8                | 52165      | 52210        |
| Dinteville                | 66                       | 15,46      | 4                | 52168      | 52120        |
| Giey-sur-Aujon            | 145                      | 30,42      | 5                | 52220      | 52210        |
| Gillancourt               | 126                      | 15,09      | 8                | 52221      | 52330        |
| Juzennecourt              | 199                      | 11,87      | 17               | 52253      | 52330        |
| Lachapelle-en-Blaisy      | 84                       | 16,53      | 5                | 52254      | 52330        |
| Laferté-sur-Aube          | 310                      | 32,54      | 10               | 52258      | 52120        |
| Lanty-sur-Aube            | 114                      | 22,42      | 5                | 52272      | 52120        |
| Latrecey-Ormoy-sur-Aube   | 275                      | 46,27      | 6                | 52274      | 52120        |
| Lavilleneuve-au-Roi       | 68                       | 10,45      | 7                | 52278      | 52330        |
| Leffonds                  | 344                      | 36,24      | 9                | 52282      | 52210        |
| Maranville                | 402                      | 12,42      | 32               | 52308      | 52370        |
| Montheries                | 71                       | 16,22      | 4                | 52330      | 52330        |
| Orges                     | 351                      | 17,52      | 20               | 52365      | 52120        |
| Pont-la-Ville             | 108                      | 10,23      | 11               | 52399      | 52120        |
| Rennepont                 | 119                      | 11,98      | 10               | 52419      | 52370        |
| Richebourg                | 248                      | 21,20      | 12               | 52422      | 52210        |
| Rizaucourt-Buchey         | 129                      | 15,07      | 9                | 52426      | 52330        |
| Silvarouvres              | 33                       | 19,41      | 2                | 52474      | 52120        |
| Vaudrémont                | 83                       | 10,39      | 8                | 52506      | 52330        |
| Villars-en-Azois          | 62                       | 19,52      | 3                | 52525      | 52120        |
| Villiers-sur-Suize        | 258                      | 17,55      | 15               | 52538      | 52210        |
| Kanton Châteauvillain     | 8.697                    | 852,60     | 10               | 5204       | –            |

Bis zur landesweiten Neugliederung der Kantone im März 2015 bestand der Kanton Châteauvillain aus den 14 Gemeinden Aizanville, Blessonville, Braux-le-Châtel, Bricon, Châteauvillain (Hauptort), Cirfontaines-en-Azois, Dinteville, Laferté-sur-Aube, Lanty-sur-Aube, Latrecey-Ormoy-sur-Aube, Orges, Pont-la-Ville, Silvarouvres und Villars-en-Azois. Sein Zuschnitt entsprach einer Fläche von 334,74 km2. Er besaß vor 2015 den INSEE-Code 5206.

### Veränderungen im Gemeindebestand seit der landesweiten Neuordnung der Kantone
2017: Fusion Colombey-les-Deux-Églises und Lamothe-en-Blaisy → Colombey les Deux Églises

### Bevölkerungsentwicklung
| 1962 | 1968 | 1975 | 1982 | 1990 | 1999 | 2006 | 2012 |
| ---- | ---- | ---- | ---- | ---- | ---- | ---- | ---- |
| 4703 | 4935 | 4483 | 4436 | 4447 | 4276 | 4248 | 4190 |

## Politik
Bereits im 1. Wahlgang am 22. März 2015 gewann das Gespann Marie-Claude Lavocat/Stéphane Martinelli (beide DVD) gegen Nadine Küng/Roland Magisson (beide FN) mit einem Stimmenanteil von 59,24 % (Wahlbeteiligung:53,57 %).
Seit 1945 hatte der Kanton folgende Abgeordnete im Rat des Départements:
| Vertreter im conseil général (1) des Départements | Vertreter im conseil général (1) des Départements | Vertreter im conseil général (1) des Départements |
| Amtszeit                                          | Name                                              | Partei                                            |
| ------------------------------------------------- | ------------------------------------------------- | ------------------------------------------------- |
| 1945–1954                                         | Hervé Chandon de Briailles                        | Rassemblement des gauches républicaines           |
| 1954–1973                                         | Félix de la Ville Baugé                           | DVD                                               |
| 1973–1979                                         | Jean Rouot                                        | MRG                                               |
| 1979–1992                                         | Jean-Claude Guyot                                 | UDF-CDS                                           |
| 1992–1998                                         | Henri de la Ville Baugé                           | UDF-CDS                                           |
| 1998–2002                                         | Jean-Claude Guyot                                 | DVD                                               |
| 2002–2015                                         | Marie-Claude Lavocat                              | DVD, danach UMP                                   |
| 2015–                                             | Marie-Claude Lavocat Stéphane Martinelli          | DVD                                               |

(1) seit 2015 Departementrat